# Balsamowiec

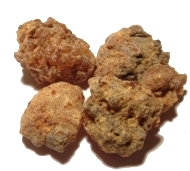
Mirra

Balsamowiec (Commiphora Jacq.) – rodzaj niewielkich drzew i krzewów z rodziny osoczynowatych (Burseraceae). Liczy ok. 180 gatunków występujących głównie w  Afryce (na tym kontynencie rozprzestrzenionych jest 150 gatunków), poza tym w południowej Azji i w równikowej części Ameryce Południowej.

## Systematyka
Pozycja systematyczna według Angiosperm Phylogeny Website (2001...)
Rodzaj z rodziny osoczynowatych (Burseraceae) z rzędu mydleńcowców, należących do kladu różowych w obrębie okrytonasiennych. W obrębie rodziny zaliczane do podrodziny Bursereae DC.
Wykaz gatunków
- Commiphora acuminata Mattick
- Commiphora africana (A.Rich.) Engl.
- Commiphora alata Chiov.
- Commiphora alaticaulis J.B.Gillett & Vollesen
- Commiphora anacardiifolia Dinter & Engl.
- Commiphora andranovoryensis Phillipson, Raharim., A.Weeks & Gostel
- Commiphora angolensis Engl.
- Commiphora angustifoliolata Mendes
- Commiphora ankaranensis (J.-F.Leroy) Cheek & Rakot.
- Commiphora antunesii Engl.
- Commiphora aprevalii (Baill.) Guillaumin
- Commiphora arafy H.Perrier
- Commiphora arenaria Thulin
- Commiphora baluensis Engl.
- Commiphora benguelensis Swanepoel
- Commiphora berardellii Chiov.
- Commiphora berryi (Arn.) Engl.
- Commiphora boranensis Vollesen
- Commiphora brevicalyx H.Perrier
- Commiphora buruxa Swanepoel
- Commiphora caerulea Burtt
- Commiphora campestris Engl.
- Commiphora capensis (Sond.) Engl.
- Commiphora capuronii Bard.-Vauc.
- Commiphora caudata (Wight & Arn.) Engl.
- Commiphora cervifolia Van der Walt
- Commiphora chaetocarpa J.B.Gillett
- Commiphora chevalieri Engl.
- Commiphora chiovendana J.B.Gillett ex Thulin
- Commiphora ciliata Vollesen
- Commiphora coleopsis H.Perrier
- Commiphora confusa Vollesen
- Commiphora corrugata J.B.Gillett & Vollesen
- Commiphora crenatoserrata Engl.
- Commiphora cuneifolia Baker
- Commiphora cyclophylla Chiov.
- Commiphora dalzielii Hutch.
- Commiphora dinteri Engl.
- Commiphora discolor Mendes
- Commiphora drake-brockmanii Sprague
- Commiphora dulcis Engl.
- Commiphora edulis (Klotzsch) Engl.
- Commiphora elliptica Phillipson, Raharim., A.Weeks & Gostel
- Commiphora eminii Engl.
- Commiphora engleri Guillaumin
- Commiphora enneaphylla Chiov.
- Commiphora erlangeriana Engl.
- Commiphora erosa Vollesen
- Commiphora falcata Capuron
- Commiphora foliacea Sprague
- Commiphora franciscana Capuron
- Commiphora fraxinifolia Baker
- Commiphora fraxinoides (Hiern) K.Schum.
- Commiphora fulvotomentosa Engl.
- Commiphora gardoensis J.B.Gillett ex Thulin
- Commiphora gariepensis Swanepoel
- Commiphora giessii Van der Walt
- Commiphora gileadensis (L.) C.Chr. – balsamowiec właściwy
- Commiphora glandulosa Schinz
- Commiphora glaucescens Engl.
- Commiphora gorinii Chiov.
- Commiphora gracilifrondosa Dinter ex Van der Walt
- Commiphora grandifolia Engl.
- Commiphora grosswelleri Engl.
- Commiphora guerichiania Engl.
- Commiphora guidottii Chiov. ex Guid.
- Commiphora guillauminii H.Perrier
- Commiphora gurreh Engl.
- Commiphora hartmannii Engl.
- Commiphora harveyi (Engl.) Engl.
- Commiphora hereroensis Schinz
- Commiphora hildebrandtii Engl.
- Commiphora hodai Sprague
- Commiphora hornbyi Burtt
- Commiphora horrida Chiov.
- Commiphora humbertii H.Perrier
- Commiphora kaokoensis Swanepoel
- Commiphora karibensis Wild
- Commiphora kataf (Forssk.) Engl.
- Commiphora kerstingii Engl.
- Commiphora kraeuseliana Heine
- Commiphora kua (R.Br. ex Royle) Vollesen – balsamowiec mirra
- Commiphora kucharii Thulin
- Commiphora kuneneana Swanepoel
- Commiphora lacerata Thulin
- Commiphora lamii H.Perrier
- Commiphora lasiodisca H.Perrier
- Commiphora laxecymigera H.Perrier
- Commiphora leandriana H.Perrier
- Commiphora leptophloeos (Mart.) J.B.Gillett
- Commiphora lobatospathulata J.B.Gillett ex Thulin
- Commiphora longibracteata Engl.
- Commiphora madagascariensis Jacq.
- Commiphora mafaidoha H.Perrier
- Commiphora mahafaliensis Capuron
- Commiphora marchandii Engl.
- Commiphora marlothii Engl.
- Commiphora merkeri Engl.
- Commiphora merkii Engl.
- Commiphora mildbraedii Engl.
- Commiphora mollis (Oliv.) Engl.
- Commiphora mombassensis Engl.
- Commiphora monoica Vollesen
- Commiphora monstruosa (H.Perrier) Capuron
- Commiphora morondavensis Phillipson, Raharim., A.Weeks & Gostel
- Commiphora mossambicensis (Oliv.) Engl.
- Commiphora mossamedensis Mendes
- Commiphora mulelame (Hiern) K.Schum.
- Commiphora multifoliolata J.B.Gillett ex Thulin
- Commiphora multijuga (Hiern) K.Schum.
- Commiphora murraywatsonii J.B.Gillett ex Thulin
- Commiphora myrrha (T.Nees) Engl.
- Commiphora namaensis Schinz
- Commiphora namibensis Swanepoel
- Commiphora neglecta I.Verd.
- Commiphora oblanceolata Schinz
- Commiphora oblongifolia J.B.Gillett
- Commiphora obovata Chiov.
- Commiphora oddurensis Chiov.
- Commiphora omundomba Swanepoel & A.Weeks
- Commiphora orbicularis Engl.
- Commiphora ornifolia (Balf.f.) J.B.Gillett
- Commiphora otjihipana Swanepoel
- Commiphora ovalifolia J.B.Gillett
- Commiphora paolii Chiov.
- Commiphora parvifolia (Balf.f.) Engl.
- Commiphora pedunculata (Kotschy & Peyr.) Engl.
- Commiphora pervilleana Engl.
- Commiphora planifrons (Balf.f.) Engl.
- Commiphora playfairii (Hook.f. ex Oliv.) Engl.
- Commiphora pruinosa Engl.
- Commiphora pseudopaolii J.B.Gillett
- Commiphora pteleifolia Engl.
- Commiphora pterocarpa H.Perrier
- Commiphora pyracanthoides Engl.
- Commiphora quadricincta Schweinf.
- Commiphora quercifoliola J.B.Gillett ex Thulin
- Commiphora rangeana Engl.
- Commiphora razakamalalae Gostel, Phillipson & A.Weeks
- Commiphora rostrata Engl.
- Commiphora ruquietiana Dinter & Engl.
- Commiphora ruspolii Chiov.
- Commiphora samharensis Schweinf.
- Commiphora sarandensis Burtt
- Commiphora saxicola Engl.
- Commiphora schimperi (O.Berg) Engl.
- Commiphora schlechteri Engl.
- Commiphora schultzei Engl.
- Commiphora sennii Chiov.
- Commiphora serrata Engl.
- Commiphora serrulata Engl.
- Commiphora setulifera Chiov. ex Guid.
- Commiphora simplicifolia H.Perrier
- Commiphora sinuata H.Perrier
- Commiphora socotrana (Balf.f.) Engl.
- Commiphora spathulata Mattick
- Commiphora spathulifoliolata Engl.
- Commiphora sphaerocarpa Chiov.
- Commiphora sphaerophylla Chiov.
- Commiphora spinulosa J.B.Gillett ex Thulin
- Commiphora staphyleifolia Chiov.
- Commiphora stellatopubescens J.B.Gillett ex Thulin
- Commiphora stellulata H.Perrier
- Commiphora steynii Swanepoel
- Commiphora stocksiana (Engl.) Engl.
- Commiphora stolonifera Burtt
- Commiphora sulcata Chiov.
- Commiphora swynnertonii Burtt
- Commiphora tenuipetiolata Engl.
- Commiphora tetramera Engl.
- Commiphora truncata Engl.
- Commiphora tsimanampetsae Capuron
- Commiphora ugogensis Engl.
- Commiphora ulugurensis Engl.
- Commiphora unilobata J.B.Gillett & Vollesen
- Commiphora viminea Burtt Davy
- Commiphora virgata Engl.
- Commiphora wightii (Arn.) Bhandari
- Commiphora wildii Merxm.
- Commiphora woodii Engl.
- Commiphora zanzibarica (Baill.) Engl.

## Zastosowania
Niektóre gatunki dostarczają mirry – gumożywicy stosowanej w lecznictwie, do wyrobu perfum, dawniej jako pachnidło i do balsamowania zwłok. Balsam mekka (opobalsam) z balsamowca właściwego stosowany jest w produkcji lakierów, kosmetyków i w przemyśle spożywczym.